# Gustavo Palafox
Gustavo Palafox (Guadalajara, México, 15 de noviembre de 1923-21 de agosto de 2006) fue un tenista mexicano. Destacado por las competencias en las que representó a México, principalmente en Copa Davis y en los Juegos Panamericanos, en la modalidad de dobles y dobles mixtos. Cabe destacar que es el mexicano con más medallas en los Juegos Panamericanos. Ampliamente recordado por haberle arrebatado un punto en la serie de la Copa Davis de 1954 a Vic Seixas quien en ese entonces ya había llegado a 5 finales de Grand Slam, en las cuales venció en 2 oportunidades.

## Juegos Panamericanos

### Tercer lugar (1)
| Año  | Torneo               |
| 1951 | JP Buenos Aires 1951 |

### Campeón Dobles (2)
| Año  | Torneo          | Pareja          |
| 1955 | JP México 1955  | Mario Llamas    |
| 1959 | JP Chicago 1959 | Antonio Palafox |

### Campeón Dobles Mixtos (3)
| Año  | Torneo               | Pareja          |
| 1951 | JP Buenos Aires 1951 | Imelda Ramírez  |
| 1955 | JP México 1955       | Yolanda Ramírez |
| 1959 | JP Chicago 1959      | Yolanda Ramírez |